# Turbulences
Turbulences is een nummer van de Franse singer-songwriter Navii uit 2016. Het is de tweede single van zijn debuutalbum Tout se donner.
"Turbulences" is een modern Franstalig nummer met een zomers, tegen de electropop aanliggend geluid. In tegenstelling tot voorganger J'écoute du Miles Davis was dit nummer minder succesvol in Frankrijk, met een 171e positie. Wel werd de plaat een hit in Wallonië met een 38e positie, maar ook daar werd het succes van de voorganger niet geëvenaard.

## Tracklijst
Muziekdownload
1. "Turbulences" - 3:15